# Shaku (bâton rituel)

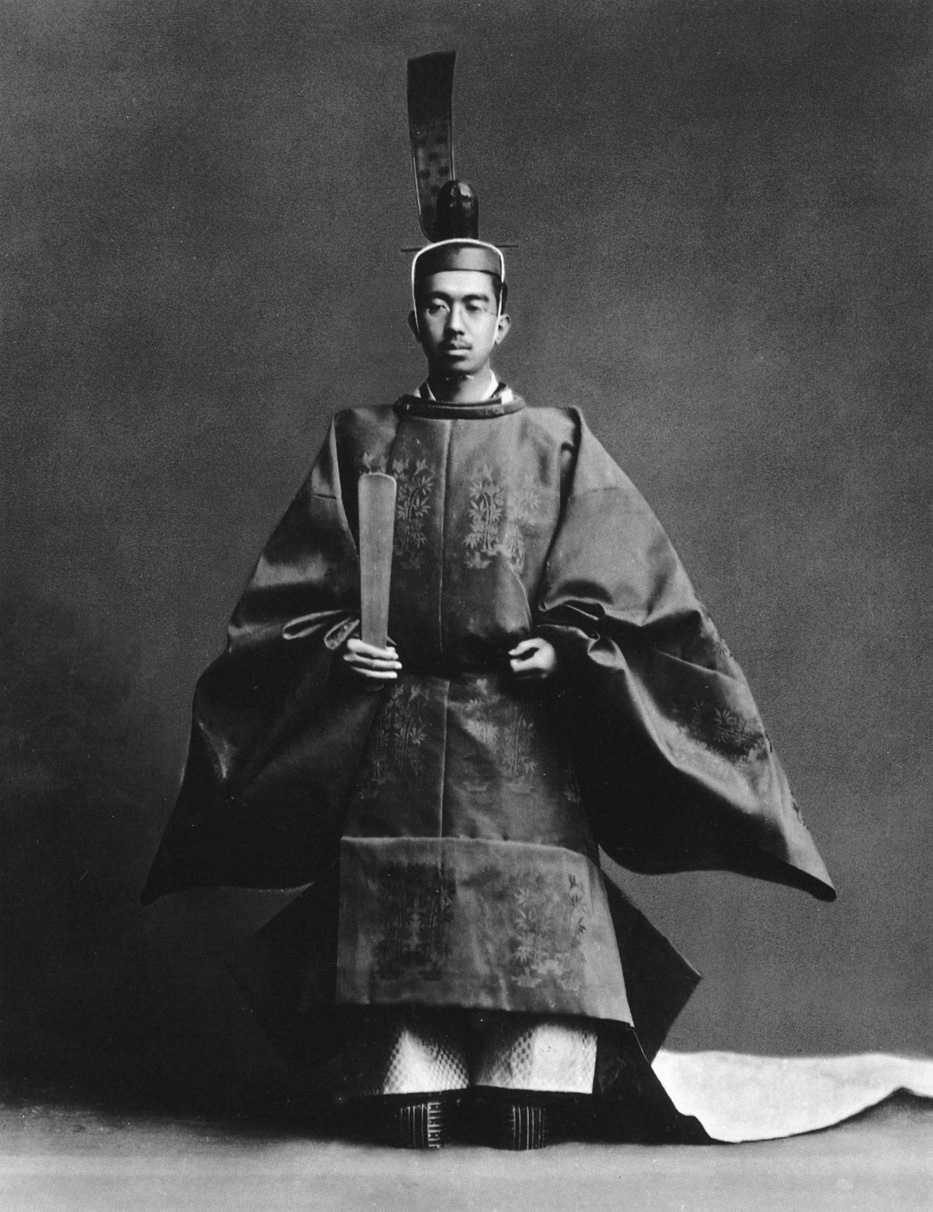
L'empereur Shōwa porte un sokutai et tient un shaku.

Un shaku (笏) est un bâton rituel plat ou sceptre japonais. Généralement fait de bois divers comme l'if japonais, le houx, le cerisier, le sakaki ou le cèdre du Japon, le shaku est souvent vu dans les portraits de shoguns et de nobles, mais est maintenant utilisé principalement par les prêtres shinto (les kannushi).
L'emploi du shaku comme bâton rituel vient de Chine ancienne où il est appelé hu en mandarin, avec le même sinogramme. La lecture normalisée pour le caractère signifiant shaku est « kotsu », mais comme c'est aussi l'une des lectures pour le caractère « os » (骨, hone), il est donc évité afin de prévenir la malchance. La prononciation inhabituelle du caractère semble venir de ce que le bâton fait environ un shaku (ancienne unité de mesure équivalent à 30,3 cm) de longueur.

## Origines et évolution
Un shaku ou teita (手板) est un bâton ou sceptre d'environ 35 cm de long, maintenu verticalement dans la main droite, qui faisait traditionnellement partie de la tenue officielle d'un noble (le sokutai, voir photo). Aujourd'hui, il est utilisé la plupart du temps par les prêtres shinto pendant les services, non seulement avec un sokutai mais avec d'autres types de vêtements formels comme le jōe, le kariginu (狩衣) et l'ikan (衣冠),.
Le shaku de l'empereur est plus ou moins arrondi aux deux extrémités, tandis que celui d'un obligé est arrondi au-dessus et carré en bas. Les deux se rétrécissent progressivement vers le bas. Le chêne est considéré le meilleur bois suivi dans l'ordre par le houx, le cerisier, le sakaki et le cèdre du Japon.
À l'origine, le shaku a une bande de papier attachée au dos contenant les instructions et notes pour la cérémonie ou un événement sur le point d'avoir lieu, mais il évolue ensuite en un objet purement cérémoniel destiné à ajouter de la solennité aux rituels. Selon le code de Taihō (ensemble de lois administratives mises en œuvre en l'an 701), les nobles de cinquième rang et au-dessus doivent utiliser un shaku en ivoire tandis que ceux d'un rang inférieur doivent utiliser du chêne, de l'if du Japon, du houx, du cerisier, du sakaki, du cèdre du Japon ou d'autres bois,. L'ivoire, cependant, est trop difficile à obtenir et la loi est modifiée. L'Engishiki, livre japonais de lois et de règlements écrit en 927, permet à tous l'utilisation de shaku de bois brut, sauf lorsque sont portés des vêtements de cérémonie spéciaux appelés reifuku (礼服),.

## Galerie d'images

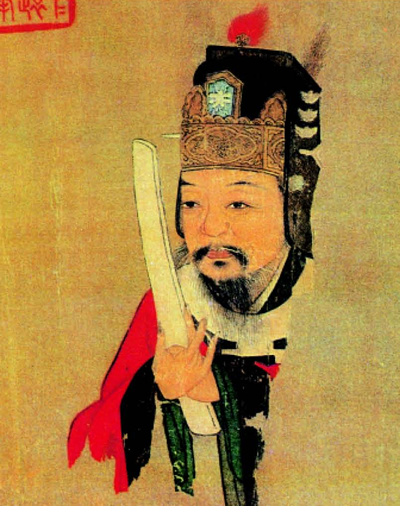
Fan Zhongyan (989-1052), Premier ministre de la dynastie Song du Nord, porte un hù (笏).
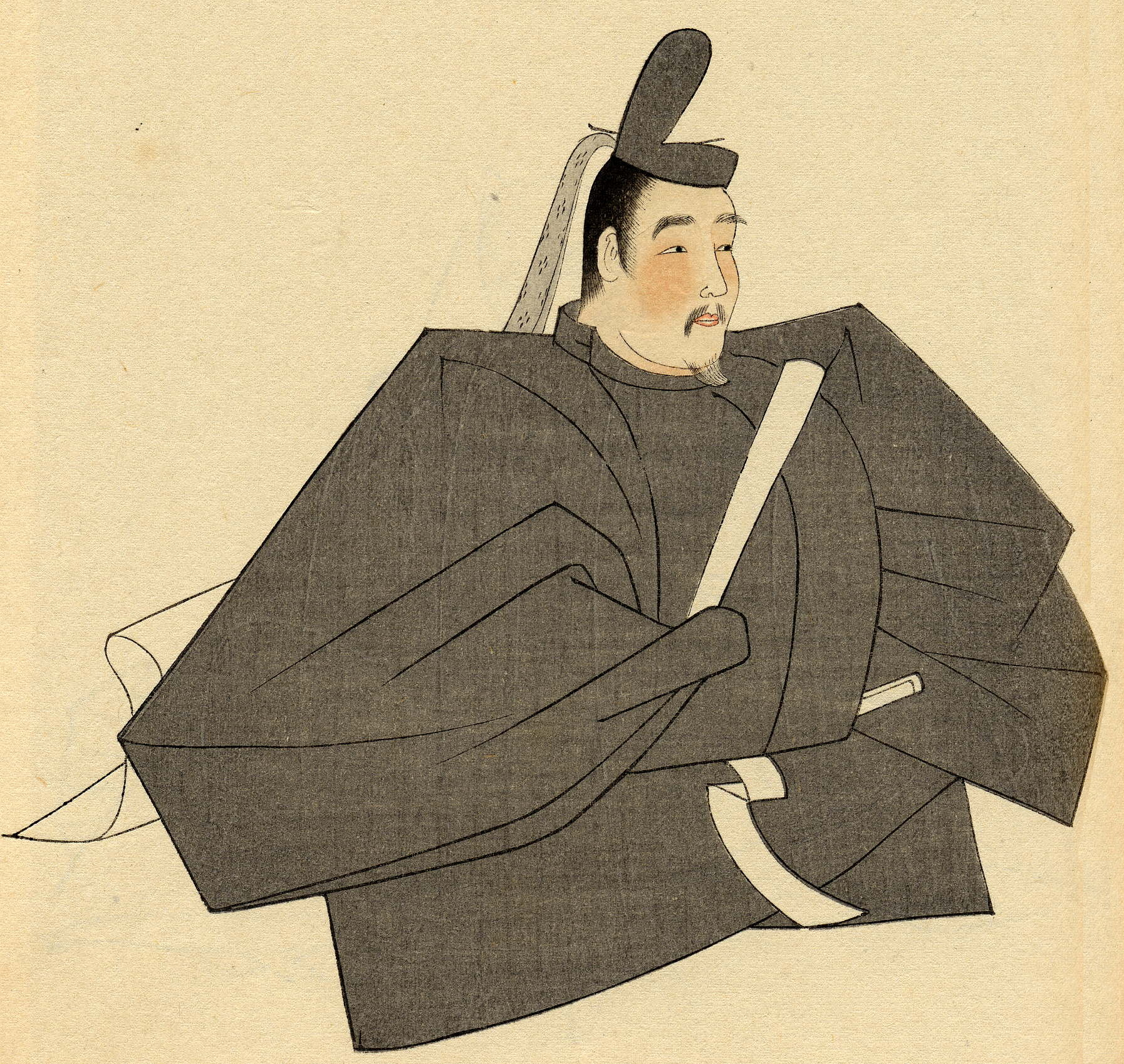
Le shogun Minamoto no Sanetomo.
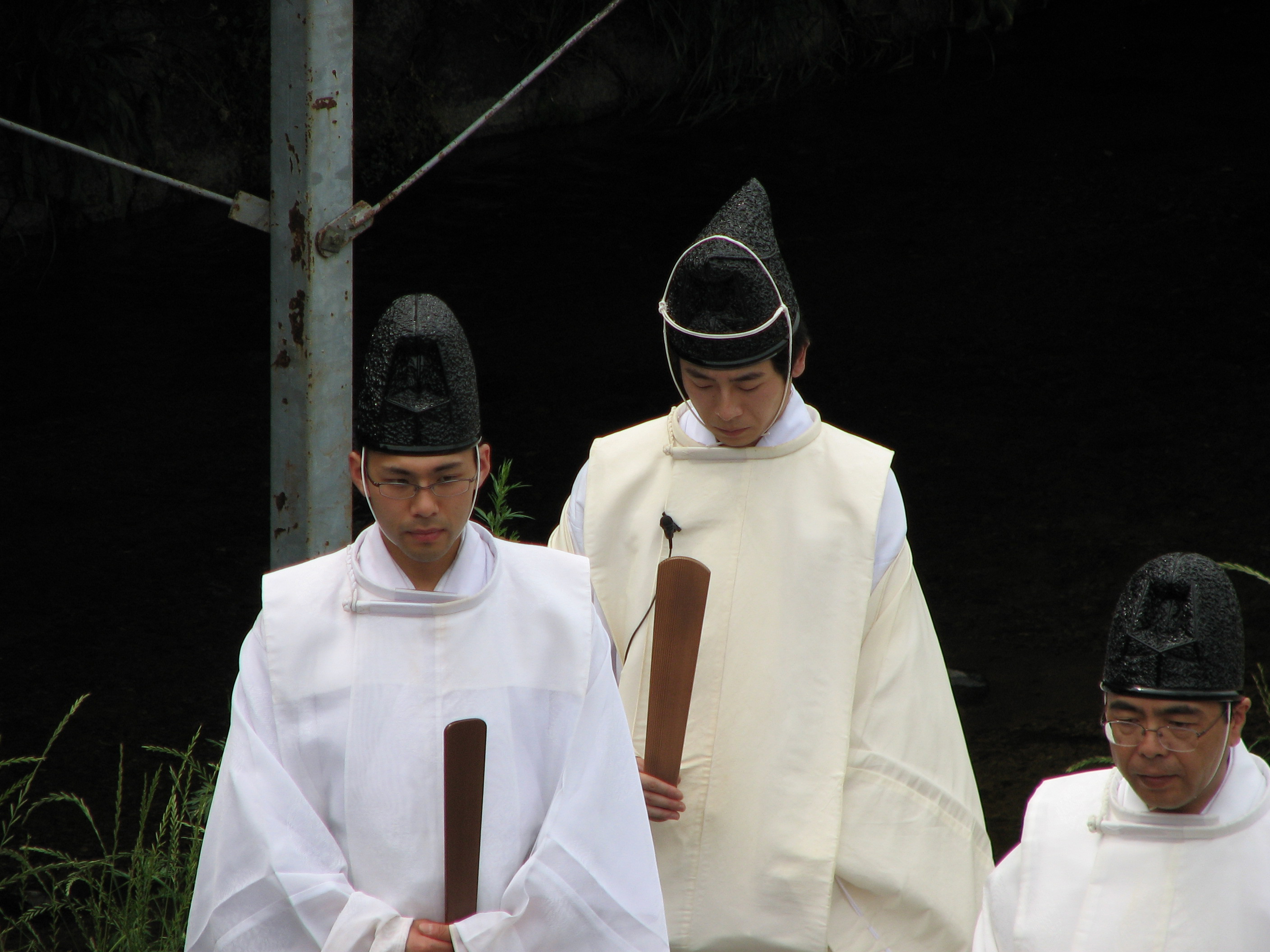
Deux kannushi à Kyoto.